# Plagithmysus pulchrior
Plagithmysus pulchrior är en skalbaggsart som först beskrevs av Perkins 1927.  Plagithmysus pulchrior ingår i släktet Plagithmysus och familjen långhorningar. Inga underarter finns listade i Catalogue of Life.